# Epic Mickey: Mundo Misterioso
Epic Mickey: Mundo Misterioso, conocido en América como Epic Mickey: Power of Illusion, es un videojuego de plataformas desarrollado por Dreamrift y publicado por Disney Interactive Studios para la videoconsola Nintendo 3DS.
Forma parte de la serie Epic Mickey, y salió a la venta a la vez que Epic Mickey 2: The Power of Two el 18 de noviembre de 2012 en América y 23 del mismo mes en Europa. En Japón salió a la venta casi un año después, el 26 de septiembre de 2013. Se trata de un tributo a la serie de videojuegos Illusion de Mickey Mouse de Sega, más concretamente a Castle of Illusion Starring Mickey Mouse.

## Argumento
Algún tiempo después de los dos primeros juegos, Oswald se pone en contacto con Mickey una vez más; dice que ha aparecido un extraño castillo en el Páramo y que vio a Minnie atrapada dentro. Mickey se cuela en el estudio de Yen Sid y toma el pincel mágico una vez más antes de saltar al portal al Páramo en su televisor. Sin embargo, Minnie llega poco después en busca de Mickey.
Al encontrarse con Oswald, Mickey examina el castillo y lo recuerda como el Castillo de Ilusión gobernado por la malvada bruja Mizrabel. Terminan atrapados dentro y deciden separarse. Mickey conoce a Pepito Grillo, quien actúa como su guía a través del castillo. Mickey se encuentra cara a cara con Mizrabel, que ahora se parece a Maléfica, y se burla de él para que intente salvar a los personajes que ella atrapó. Mickey llega a un refugio seguro, al que Pepito Grillo llama "La Fortaleza". Oswald llega y explica que Mizrabel está drenando la pintura de personajes populares, con la esperanza de usar su Poder del Corazón acumulado para escapar del Páramo. Mickey se dispone a salvar a los personajes; sin embargo, Mizrabel impide su camino con su ejército macabro. Cuando se acumula suficiente Poder del Corazón al rescatar personajes, rompe las ilusiones de la bruja y revela nuevas áreas del castillo.
Mickey se abre camino a través del pasillo este, que la magia ilusoria de Mizrabel ha hecho que parezca Londres y la Tierra de Nunca Más. Se encuentra con una copia del Jolly Roger, donde el Capitán Garfio lo confronta. Habiendo sido hechizado por Mizrabel, Garfio piensa que Mickey es un enemigo que trabaja para Peter Pan. Mickey lo derrota y rompe el trance, enviando a Garfio a la Fortaleza con la promesa de no dañar a los demás personajes.
Después de la pelea de Mickey por el pasillo oeste, que parecía Agrabah y la Cueva de las Maravillas, llega a una réplica de la habitación del Sultán. En el interior, Jafar ha capturado a Jasmine y espera a Mickey. Jafar dice que Mizrabel lo ha convertido en el hechicero más poderoso del mundo y que ella le advirtió que llegaría Mickey. Jafar se convierte en una cobra gigante para atacar, pero es rápidamente derrotado. Jafar luego se da cuenta de que Mizrabel le mintió y acepta ir a la Fortaleza para esperar que lo devuelvan a casa.
Mickey se abre camino a través del pasillo sur, que se parece a Atlantica y la orilla del castillo del Príncipe Eric, terminando en las cámaras de Mizrabel. La habitación es una réplica de la Montaña Prohibida, el hogar de Maléfica. Mizrabel se convierte en Dragón Maléfica para luchar contra Mickey, pero él la derrota y libera a Minnie, lo que obliga a Mizrabel a escapar. En el centro de la Fortaleza, Mickey y Oswald envían a todos de regreso a casa, dando consejos a los héroes y villanos. Cuando Mickey regresa a casa, intenta contarle a Minnie sobre su aventura, pero descubre que ella los conoce como un sueño ya que su pintura también estaba en el Castillo de la Ilusión.

## Modo de juego
Con los jugadores tomando el control de Mickey Mouse, el juego mezcla el modo de juego de desplazamiento lateral de juegos como Castle of Illusion con la mecánica de la pintura y el disolvente de Epic Mickey y su secuela. Usando la pantalla táctil de la Nintendo 3DS, el jugador será capaz de obtener diversos artículos en cada etapa. Los trazos de los jugadores de estos elementos afectarán a su rendimiento. Por ejemplo, trazando un cañón perfectamente se asegurará de que solo daña a los enemigos, pero un cañón imperfecto podría ser un peligro para todos en la zona, incluido Mickey Mouse.

## Desarrollo
El 20 de marzo de 2012, comenzaron a circular rumores sobre un nuevo juego de la serie Epic Mickey titulado Epic Mickey: Power of Illusion que llegaría a la Nintendo 3DS, después de que un miembro de la revista oficial de Nintendo de Francia filtrara el título del juego en Twitter. El 23 de marzo de 2012, fue confirmado por Nintendo Power que Epic Mickey: Power of Illusion estaba en desarrollo para Nintendo 3DS. Cada etapa en Mundo Misterioso se basa en una película animada de Disney diferente, incluyendo Peter Pan, La Bella y la Bestia y Enredados. Mundo Misterioso utiliza sprites y fondos dibujados a mano, según el desarrollador Warren Spector.

## Promoción
En la página oficial de Facebook de Disney Epic Mickey, se pidió a los fanes que votasen por su portada preferida para el juego. Una de ellas era con Mickey Mouse rodeado por varios villanos de Disney como Maléfica, Jafar, Úrsula, el Capitán Garfio y la Reina de Corazones; en la otra únicamente aparece Mickey, sin los villanos. Después de la votación, la primera cubierta (con los villanos) fue la elegida como la cubierta final para el juego. En la versión final para la portada se eliminó a Maléfica, y aunque algunos territorios conservaron a la Reina de Corazones, quien no aparece en el juego, se la sustituyó por el Sombrerero Loco en otros.